# بيتر كامينز
بيتر كامينز (بالإنجليزية: Peter Cummins)‏ هو ممثل أسترالي، ولد في 2 يونيو 1931 في ملبورن في أستراليا.

## وصلات خارجية
- بيتر كامينز على موقع IMDb (الإنجليزية)
- بيتر كامينز على موقع قاعدة بيانات الفيلم (الإنجليزية)